# Bobby Brown (baloncestista)
Robert Douglas "Bobby" Brown (Los Ángeles, California; 23 de septiembre de 1984) es un exjugador de baloncesto estadounidense que disputó 14 temporadas como profesional en Estados Unidos y Europa. Mide 1,88 metros y jugaba en la posición de base.

## Trayectoria deportiva

### Universidad
Tras jugar en el high school de Westchester, en Los Ángeles, donde coincidió con dos futuros jugadores de la NBA, Trevor Ariza y Hassan Adams, jugó durante 4 temporadas, entre 2003 y 2007 con los Titans de la Universidad de Cal State Fullerton. En su primera temporada fue elegido novato del año de la Big West Conference tras promediar 13,2 puntos, 3,5 asistencias y 2,0 rebotes por partido, siendo el décimo máximo anotador total de la conferencia. Su mejor partido lo disputó ante la Universidad del Sur de California, en el que consiguió 27 puntos, 5 asistencias y 4 rebotes.
En su segunda temporada fue el jugador más productivo de la Big West combinando puntos y asistencias, quedándose a tan solo 4 puntos de ser el máximo anotador de la misma, promediando finalmente 16,8 por partido, por los 16,9 de su compañero Ralphy Holmes. Fue además tercero en asistencias, tras dar 4,6 pases de canasta por encuentro. Consiguió un total de 3 dobles-dobles en la temporada, batiendo su récord de asistencias en un partido ante Hope International, logrando 13.
En su temporada júnior, por segunda vez consecutiva fue el jugador más productivo, y por segunda vez también se quedó de nuevo a 4 puntos de ser el máximo anotador de la Big West, tras promediar 17,5 puntos por partido por los 17,6 de Christian Maraker, de la Universidad del Pacífico. Fue elegido en el mejor quinteto de la conferencia.
En su último año como universitario promedió 20,2 puntos, 5,1 asistencias y 2,7 rebotes por partido, siendo finalista del Bob Cousy Award tras ser el máximo anotador entre todos los bases de la División I de la NCAA. Su actuación más destacada la tuvo en diciembre de 2006, en un partido que le enfrentó al Bethune-Cookman College, en el que anotó 47 puntos, logrando 11 de 13 triples. Fue incluido de nuevo en el mejor quinteto de la conferencia.

### Profesional
A pesar de sus buenas estadísticas como universitario, no fue elegido en el Draft de la NBA de 2007 por ningún equipo. Decidió entonces ir a jugar a Alemania, aceptando la oferta del ALBA Berlin de la Basketball Bundesliga, equipo con el que ganó el título de liga. Durante su estancia en Berlín fue el gran protagonista del partido que se convertiría en el más largo de la historia de la Copa ULEB, que disputó su equipo ante el KK Bosna. Se jugaron un total de 5 prórrogas, acabando el partido con el resultado de 141-127 a favor del equipo alemán. Brown fue el héroe del encuentro, forzando el primer, cuarto y quinto tiempo extra, finalizando el partido con 44 puntos en su casillero. En la liga alemana promedió 14,5 puntos, 4,1 asistencias y 3,2 rebotes por partido, mientras que en la Copa ULEB su media fue de 17,4 puntos, 4,4 asistencias, 2,8 rebotes y 1,1 robos de balón.
En el verano de 2008 regresó a Estados Unidos para participar en la Liga de Verano celebrada en Las Vegas, con la camiseta de los New Orleans Hornets, donde tuvo una gran actuación en los cinco partidos que disputó, promediando 15,2 puntos y 6,3 asistencias por partido, destacando el partido que le enfrentó a Charlotte Bobcats, en el que logró 20 puntos, 5 rebotes y 5 asistencias.
Esta actuación no pasó desapercibida para nadie, siendo uno de los jugadores más disputados por los equipos tanto en la NBA como en Europa, donde sonó como posible refuerzo del CAI Zaragoza, y también de dos de los grandes equipos del continente europeo, el Maccabi Tel Aviv y el Barcelona, que le hizo una oferta millonaria. Pero finalmente aceptó la oferta de los Sacramento Kings.
El 19 de febrero de 2009 fue traspasado a Minnesota Timberwolves junto con Shelden Williams por Rashad McCants y Calvin Booth.
El 9 de septiembre de 2009 fue traspasado a New Orleans Hornets junto con Darius Songaila a cambio de Antonio Daniels y una elección de segunda ronda de draft de 2014. El 26 de enero de 2010, Brown fue traspasado a Los Angeles Clippers a cambio de una segunda ronda condicional del draft de 2014 y dinero.
En enero de 2013 consigue igualar el récord de anotación en Euroliga, al anotar 41 puntos contra el Fenerbahçe. Comparte el récord con otros tres jugadores: Alphonso Ford (enero de 2001), Carlton Myers (marzo de 2001) y Kaspars Kambala (octubre de 2002).
En septiembre de 2016 firmó con los Houston Rockets para hacer con ellos la pretemporada.
[actualizar]
El 1 de febrero de 2021, firma por los G League Ignite de la G-League.

### Entrenador
El 31 de julio de 2023, se hace oficial su inclusión en el cuerpo técnico de los Matadors de la universidad de Cal State Northridge, poniendo fin a su carrera como profesional.

### Selección nacional
Disputó con la selección de Estados Unidos los Juegos Panamericanos de 2015, donde conquistaron la medalla de bronce.

## Estadísticas de su carrera en la NBA

### Temporada regular
| Año     | Equipo        | PJ  | PT | MPP  | %TC  | %3P  | %TL   | RPP | APP | ROB | TPP | PPP |
| ------- | ------------- | --- | -- | ---- | ---- | ---- | ----- | --- | --- | --- | --- | --- |
| 2008–09 | Sacramento    | 47  | 1  | 14.4 | .381 | .330 | .765  | .8  | 1.9 | .3  | .0  | 5.2 |
| 2008–09 | Minnesota     | 21  | 1  | 12.2 | .416 | .389 | .889  | .8  | 1.4 | .3  | .1  | 5.5 |
| 2009–10 | New Orleans   | 22  | 0  | 14.9 | .395 | .258 | 1.000 | .8  | 2.1 | .4  | .0  | 6.6 |
| 2009–10 | L.A. Clippers | 23  | 0  | 8.3  | .329 | .281 | .714  | .9  | 1.8 | .3  | .0  | 3.0 |
| 2016–17 | Houston       | 25  | 0  | 4.9  | .383 | .400 | 1.000 | .2  | .6  | .0  | .0  | 2.5 |
| 2017–18 | Houston       | 20  | 0  | 5.8  | .328 | .275 | .500  | .4  | .6  | .2  | .0  | 2.5 |
| Total   | Total         | 158 | 2  | 10.7 | .379 | .317 | .806  | .7  | 1.5 | .3  | .0  | 4.4 |

### Playoffs
| Año   | Equipo  | PJ | PT | MPP | %TC  | %3P  | %TL  | RPP | APP | ROB | TPP | PPP |
| ----- | ------- | -- | -- | --- | ---- | ---- | ---- | --- | --- | --- | --- | --- |
| 2016  | Houston | 5  | 0  | 4.4 | .500 | .455 | .000 | .4  | .2  | .0  | .0  | 5.0 |
| Total | Total   | 5  | 0  | 4.4 | .500 | .455 | .000 | .4  | .2  | .0  | .0  | 5.0 |